# Moje wspomnienia
Moje wspomnienia – tytuł pamiętników Wincentego Witosa wydanych w Warszawie w 1978 roku nakładem Ludowej Spółdzielni Wydawniczej. Wydanie oparte jest na autoryzowanym maszynopisie, który znajduje się w Bibliotece Zakładu Narodowego im. Ossolińskich.
Dzieło to jest ważnym źródłem do dziejów wsi galicyjskiej, ruchu ludowego i historii politycznej Polski. Daje także opis położenia społeczno-ekonomicznego, życia codziennego i mentalności chłopów przełomu XIX i XX wieku.
Dzieło składa się z 4 części:
- I. Wieś galicyjska, dzieciństwo i młodość
- II. Początki działalności politycznej
- III. W sejmie krajowym we Lwowie i w parlamencie w Wiedniu
- IV. Pierwsza wojna światowa i walka o niepodległość Polski